# Madeline Perry
Madeline Perry (* 11. Februar 1977 in Banbridge) ist eine ehemalige irische Squashspielerin.

## Karriere
Da der Squashsport auf der irischen Insel von einem gesamtirischen Verband repräsentiert wird, trat die gebürtige Nordirin Madeline Perry auch international für diesen an. Sie begann ihre professionelle Karriere im Jahr 1998 und gewann auf der WSA World Tour zwölf Titel. Ihre höchste Platzierung in der Weltrangliste erreichte sie mit Rang drei im April 2003. 15 Mal gewann sie die irische Landesmeisterschaft. Für die irische Squashnationalmannschaft bestritt sie über 120 Partien und nahm mit dieser an acht aufeinanderfolgenden Weltmeisterschaften teil.
2015 beendete sie ihre Karriere. Ihr letztes Turnier bestritt sie bei den Irish Squash Open, die sie zum sechsten Mal gewann. Sie begann anschließend für karitative Zwecke in Afrika zu arbeiten, ehe sie 2016 nach Australien und ein Jahr darauf schließlich in die Vereinigten Staaten zog. Sie ist Cheftrainerin an der Baldwin School, einer Privatschule für Mädchen in Bryn Mawr, Pennsylvania.

## Persönliches
Madeline Perry wurde 2007 in Mailand Opfer eines Raubüberfalls, bei dem sie eine schwere Kopfverletzung davontrug und für den Rest der Saison ausfiel. Sie schloss 1999 ein Geographiestudium an der Queen’s University Belfast ab.

## Erfolge
- Vizeeuropameisterin mit der Mannschaft: 2012, 2013
- Gewonnene WSA-Titel: 12
- Irischer Meister: 15 Titel (darunter 2001–2004, 2006–2011, 2013, 2015)